# Adhémar Pluvinage
Adhémar Pluvinage (geboren La Bouverie, 25 november 1919) was een Belgisch hoornist.
Hij kreeg zijn opleiding aan het Koninklijk Conservatorium Bergen en het Koninklijk Conservatorium Brussel. In het begin van de Tweede Wereldoorlog (1940) werd hij als krijgsgevangene opgesloten in het kamp Stalag IX nabij Ziegenhain. Echter in 1942 werd hij aangesteld als solohoornist in het orkest van de Koninklijke Muntschouwburg, een functie die hij aanhield tot 1953. Hij stapte over naar het orkest van de Radiodiffusion-Télévision Belge (RTB). Tegelijkertijd (1961) werd hij docent aan het Koninklijk Conservatorium Luik, vijfentwintig jaar later werd hij docent aan het Brussels conservatorium.
Hij trad als solist op in binnen- en buitenland en niet zelden nam hij Belgische partituren mee, bijvoorbeeld van August Baeyens, René Barbier, Renaat Veremans en Berthe di Vito-Delvaux. Hij was ook betrokken bij kamermuziek (Belgisch Koperkwintet) en Bachgezelschap van Antwerpen. 
Pluvinage is te zien en te horen in de film De boodschap van Maria uit 1970 van de BRT. Hij publiceerde tevens een hoornmethode onder de titels Je commence en do majeur. Er zijn enkele plaatopnamen van hem bekend, zoals een opname van het Concerto voor blaaskwintet en orkest van Norbert Rousseau. Arsène Souffriau droeg zijn Ballade pour cor et piano opus 15 aan hem.